# 大薩利哈
49°52′11″N 26°53′18″E / 49.86972°N 26.88833°E
大薩利哈（烏克蘭語：Велика Салиха）是位於烏克蘭西部的村莊，由赫梅利尼茨基州裡赫梅利尼茨基區的安東尼尼市鎮負責管轄。該村面積1.07平方公里，海拔高度308米，2001年人口316，人口密度每平方公里295.1人。